# Weltall Erde Mensch

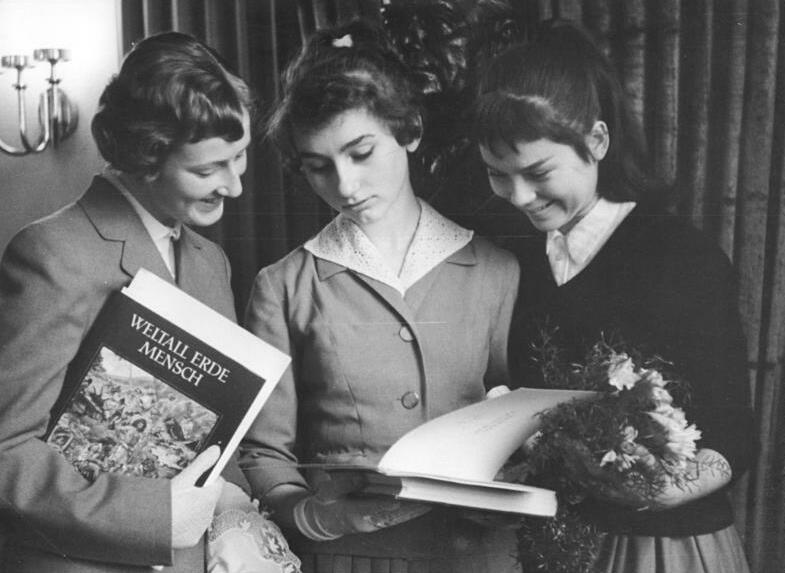
Jeunes feuilletant L'espace, la terre et les hommes au théâtre de l'Amitié, Berlin-Est, 1958

L'espace, la terre, les hommes (Weltall Erde Mensche) un ouvrage collectif publié en République démocratique allemande qui, avec un tirage d'environ quatre millions d'exemplaires, est considéré comme « l'ouvrage imprimé le plus largement diffusé en RDA. De par sa tonalité antireligieuse et athée, il fut donné aux jeunes entre 1954 et 1974 lors de la cérémonie de la Jugendweihe. »

## L'ouvrage

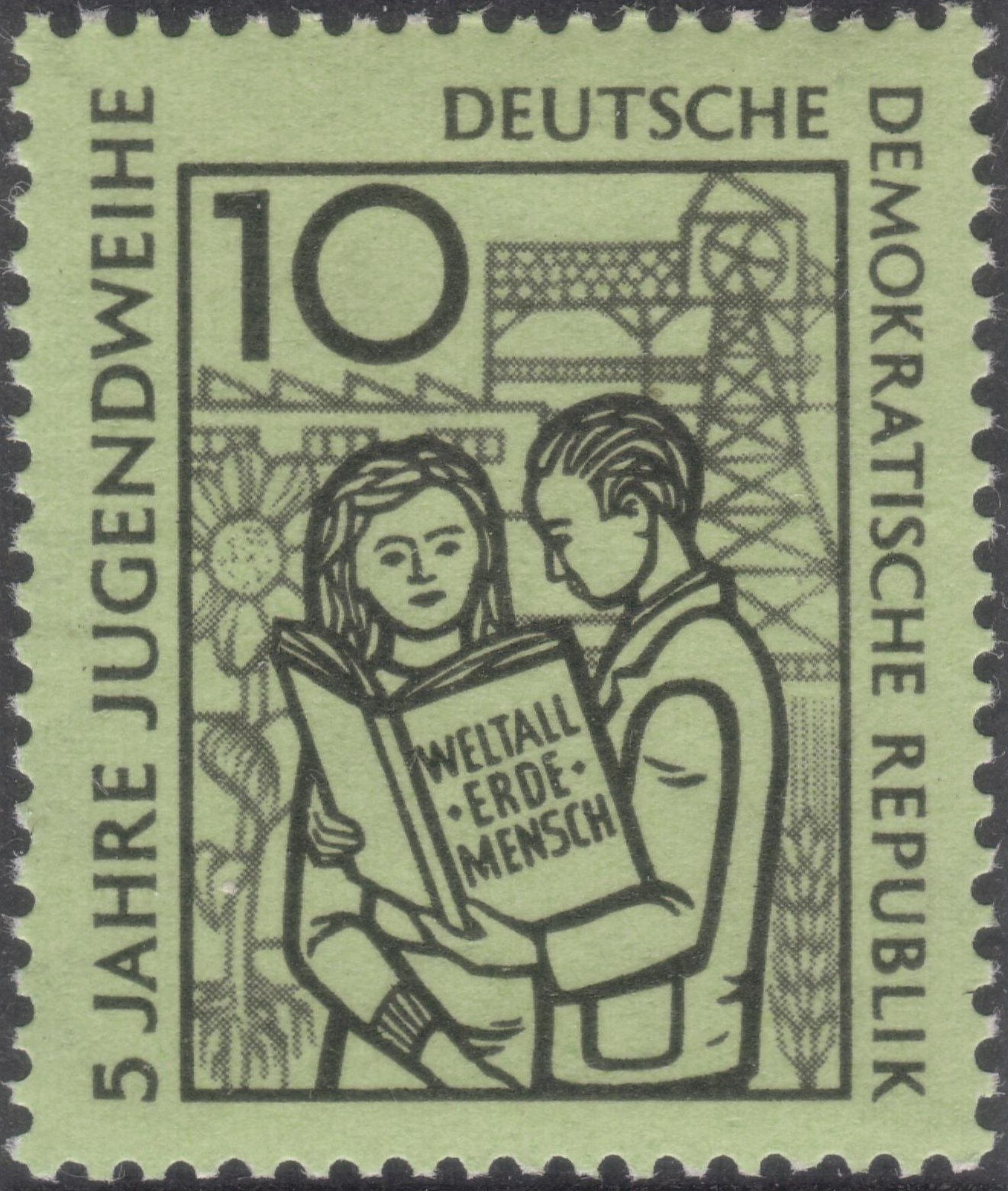
Timbre de 1959

L'ouvrage a été publié de 1954 à 1974 dans un total de 22 éditions réalisées par Neues Leben à Berlin. C'est un ouvrage de grand format de plus de 500 pages, avec de riches graphiques, diagrammes et dessins. À partir de 1975, il a été remplacé par le livre Der Sozialismus, Deine Welt (Le Socialisme, ton monde) et à partir de 1983 par Vom Sinn unseres Lebens (Le Sens de notre vie). Les illustrations étaient de Zdeněk Burian et Eberhard Binder (Grafiker) (de), qui a également conçu la jaquette, et d'autres illustrateurs. L'impression a été réalisée par VEB Interdruck, le traitement par VEB Leipziger Großbuchbinderei.
Le travail devait représenter un « système complet de nature et de société selon le modèle marxiste-léniniste »[1]. Son but était de souligner les avantages du progrès scientifique et technique afin de "lutter pour le progrès, la vérité et la justice, contre l'exploitation, l'oppression et le mensonge"[1] Dans cette vision du monde, les attitudes religieuses étaient niées.

## Le contenu
La préface est de Walter Ulbricht, prix national de la République démocratique allemande, qui commence son introduction avec la phrase « Ce livre est le livre de la vérité. » Elle est suivie d'une contribution d'Alfred Kosing intitulée Comment voyons-nous notre monde ? Elle traite de la question de savoir si une vision scientifique du monde est nécessaire. Il explique également l'importance du matérialisme dialectique pour la science et la pratique. Suivent trois chapitres au total, avec des contributions de différents auteurs, y compris des contributions dans les éditions des années 1950 de Robert Havemann, par exemple Der Aufbau der Materie, qui ont ensuite disparu après la chute de Havemann en tant que dissident en 1965.

### Chapitre 1: L'espace
Dans son article intitulé "La conquête de l'atome", le lauréat du prix national Rolf  Dörge présente une introduction à la physique atomique et explique, entre autres, la structure de base des atomes. Par la suite, l'astronome Diedrich Wattenberg (en) explique la vision héliocentrique du monde, entre autres, sous le titre La structure de l'univers, donne un aperçu de la structure des télescopes et des observatoires et explique l'origine du système solaire et de la Voie lactée. Sont également décrites (dans l'édition de 1964, par exemple sur 8 pages) les premières missions spatiales soviétiques : sans équipage et avec équipage.

### Chapitre 2: La terre et le développement de la vie
La structure chimique et matérielle de la terre est le contenu du premier article de Rudolf Jubelt sous le titre Notre Terre. Il décrit les formations rocheuses, les changements de la terre, par exemple à travers le volcanisme, et passe en revue les phases essentielles du développement de l'histoire de la terre. Un autre sujet est l'extraction des matières premières et leur importance pour le développement économique d'un pays. Jakob Segal explique l'évolution dans sa section Qu'est-ce que la vie ? tandis que Konrad Senglaub présente la diversité de la vie végétale et animale dans la biogenèse sous le titre Le Monde des organismes. Il décrit l'évolution des organismes unicellulaires vers des organismes supérieurs, tels que les vertébrés. Les illustrations grand format et dépliantes de la préhistoire sont tirées de Zdeněk Burian. Wolfgang Padberg (de) traite de l'histoire de l'humanité sous le titre Le Chemin de l'homme et de la société humaine. La contribution de R. F. Schmiedts La Société de classe demande pourquoi il existe des classes ou des antagonistes au sein de la société. Par la suite, Heinrich Scheel, sous le titre Karl Marx et Friedrich Engels - les fondateurs de la vision scientifique du monde, traite de la vie et de l'œuvre de Marx et Engels.

### Chapitre 3: Une nouvelle ère commence
Arnold Reisberg décrit sous le titre de Vladimir Ilitch Lénine - le leader du prolétariat mondial - la vie et l'œuvre de Lénine. Ensuite, Lothar Berthold (de) traite de la lutte du Parti socialiste unifié d'Allemagne (SED) pour le bonheur de la nation avec la révolution d'octobre et la fondation du Parti communiste d'Allemagne (KPD). Dans sa section La République démocratique allemande - l'avenir de la nation allemande, Stefan Doernberg (en) décrit la période qui a suivi la Seconde Guerre mondiale et les circonstances qui ont conduit à la fondation du SED. Sous le titre La révolution scientifique et technologique dans la société socialiste, Otto Reinhold et Gerhard Schulz présentent la révolution scientifique et technologique et décrivent les principes essentiels de la RDA en tant qu'état industriel. Wolfgang Weichelt (de) présente les tâches d'une société socialiste sous le titre Notre démocratie socialiste, tandis que Fred Staufenbiel explique le système éducatif sous le titre La Révolution culturelle socialiste. Le chapitre se termine par une contribution de Herbert Steiniger, Communisme, le futur de l'humanité.

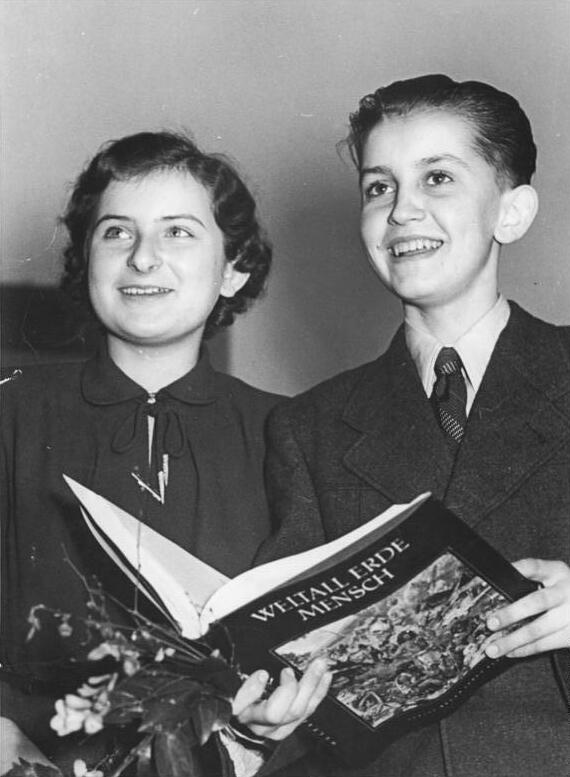
Dresde, 1955
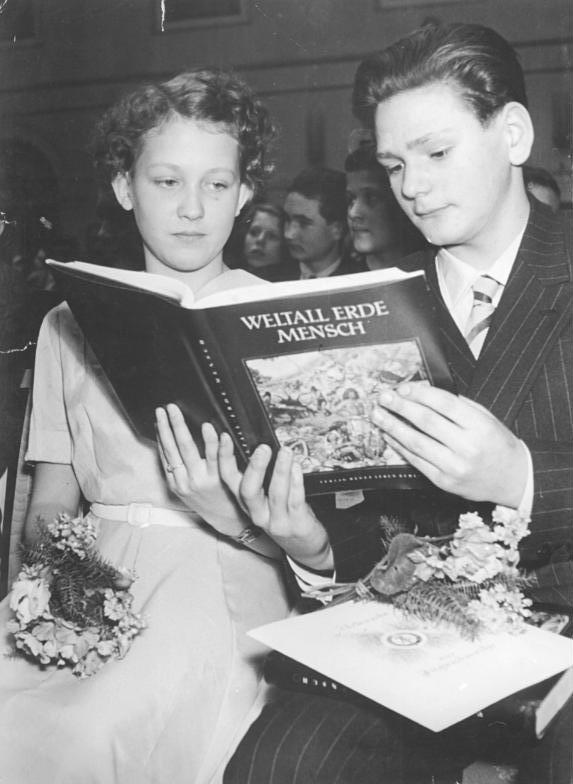
Dresde, 1956
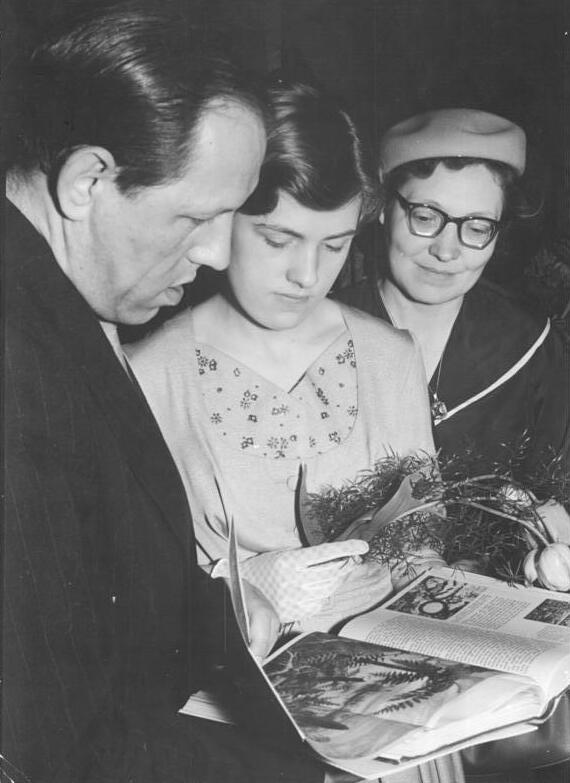
Protzen, 1959
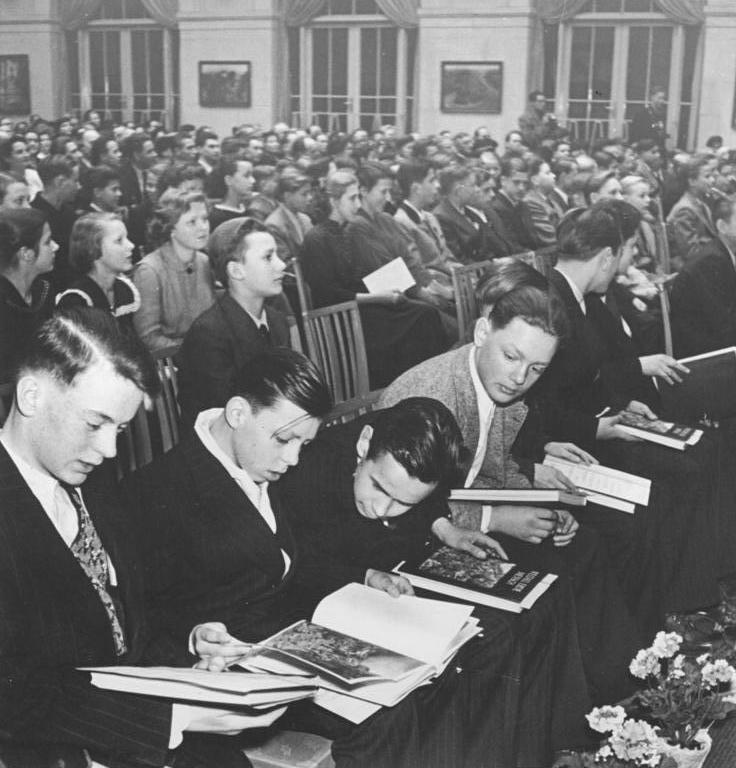
Dresde, 1955
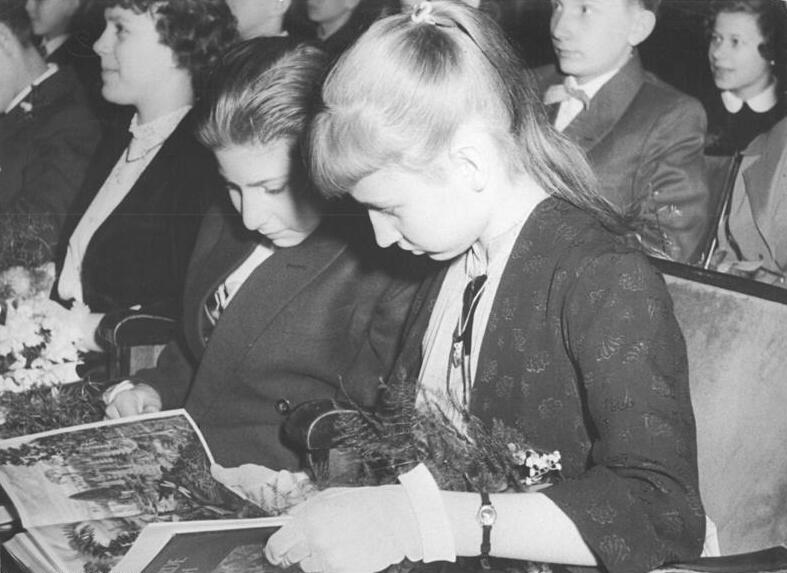
Théâtre de l'Amitié, Berlin-Est, 1958